# Speudotettix subfuscula
Speudotettix subfuscula är en insektsart som beskrevs av Carl Fredrik Fallén 1806. Speudotettix subfuscula ingår i släktet Speudotettix och familjen dvärgstritar. Inga underarter finns listade i Catalogue of Life.